# Pseudoreophaxinae
Pseudoreophaxinae es una subfamilia de foraminíferos bentónicos de la familia Reophacellidae, de la superfamilia Verneuilinoidea, del suborden Verneuilinina y del orden Lituolida. Su rango cronoestratigráfico abarca desde el Triásico superior hasta la Actualidad.

## Discusión
Clasificaciones previas incluían el género de Pseudoreophaxinae en la subfamilia Verneuilinoidinae de la familia Verneuilinidae, así como en el suborden Textulariina del orden Textulariida, o en el orden Lituolida sin diferenciar el suborden Verneuilinina.

## Clasificación
Pseudoreophaxinae incluye al siguiente género:
- Pseudoreophax †